# NGC 3640
NGC 3640 is een elliptisch sterrenstelsel in het sterrenbeeld Leeuw. Het hemelobject ligt 85 miljoen lichtjaar van de Aarde verwijderd en werd op 23 februari 1784 ontdekt door de Duits-Britse astronoom William Herschel.

## Synoniemen
- UGC 6368
- MCG 1-29-33
- ZWG 39.130
- PGC 34778